# Hülm
Hülm is een dorp in de Duitse deelstaat Noordrijn-Westfalen, gelegen in de Kreis Kleef. Het dorp maakt sinds 1969 onderdeel van Stadt Goch. Op 30 juni 2016 telde Hülm 715 inwoners.
Het dorp lag oorspronkelijk iets westelijker en had de naam Boeghem en werd in 1159 door de heilige Irmgard von Aspel aan Rees geschonken. De oude kerk uit de zestiende eeuw werd in de negentiende eeuw afgebroken en de huidige dateert uit 1961.  Het Collegium Augustinianum Gaesdonck ligt vlak bij het dorp.

## Verenigingen
- Koor: Kirchenchor Mariä-Opferung Hülm-Helsum
- Schietvereniging: Kosmas & Damian Schützenbruderschaft Hülm-Helsum e.V.
- Verschönerungsverein Hülm
- Vrouwenbond: Rheinische Landfrauen Hülm-Helsum